# Karel Kryl

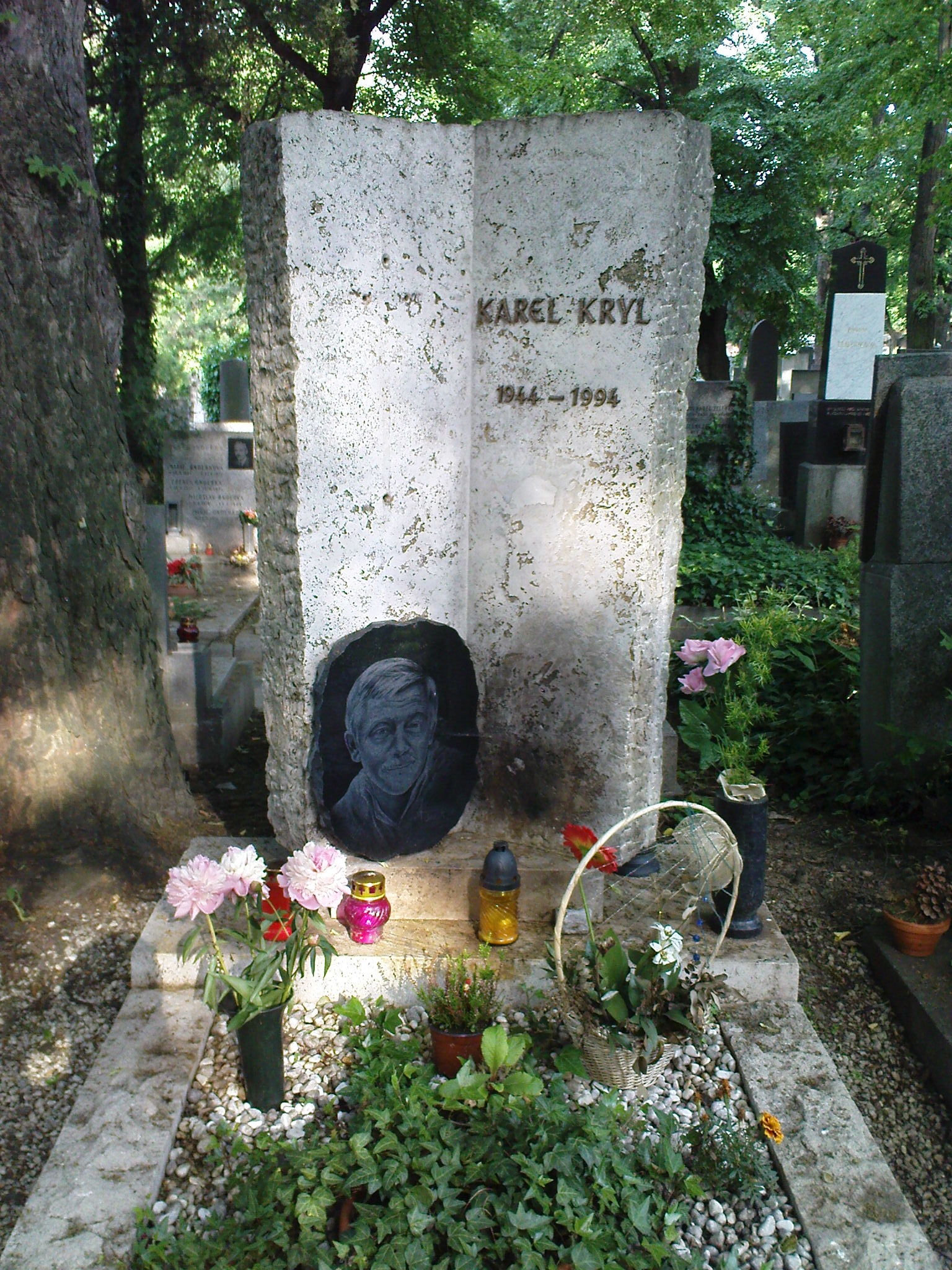
Grób Kryla na praskim Břevnovie

Karel Kryl (ur. 12 kwietnia 1944 w Kromieryżu, zm. 3 marca 1994 w Monachium) – czeski pieśniarz, poeta, grafik, główny przedstawiciel nurtu publicystycznego w poezji lat 60. XX wieku.

## Życiorys
Urodził się w rodzinie drukarzy, której majątek został skonfiskowany przez państwo czechosłowackie w 1948. Bard Praskiej Wiosny, od 1969 na emigracji politycznej w Niemczech. Współpracownik Radia Wolna Europa. Do Czech wrócił w 1989, w czasie aksamitnej rewolucji, ale nie zamieszkał tam na stałe, krytycznie wyrażając się o porewolucyjnych porządkach.
Zmarł na zawał serca w monachijskiej klinice.

## Nagrody i upamiętnienie
Prezydent Václav Havel nagrodził go w 1995 pośmiertnie Medalem Za Zasługi II stopnia. Także pośmiertnie Uniwersytet Karola w Pradze nagrodził go pamiątkowym Srebrnym Medalem za „wkład w rozwój duchowy i moralne wspieranie narodu”. Imię Karela Kryla noszą ulice w Pradze-Stodůlkách, Nowym Jiczynie, Varnsdorfie i Zieleńcu.

## Twórczość
Za najbardziej znaną płytę Kryla uznaje się Rakovinę, wydaną w Niemczech w 1969 r., w Czechosłowacji przed emigracją wydano płytę Bratříčku, zavírej vrátka (Panton 1969), zawierającą utwory wyrażające protest przeciw agresji państw Układu Warszawskiego, a także opisujące żywot pod komunistycznym reżimem. Płyta bardzo szybko została zakazana i wycofana z półek.
Niektóre znane piosenki Kryla to: „Lásko”, „Veličenstvo kat”, „Rakovina”, „Bratříčku, zavírej vrátka”, „Král a klaun”, „Salome”, „Jeřabiny”, „Děkuji”, „Karavana mraků”.

## Związki z Polską
Karel Kryl kilkakrotnie występował w Polsce – mówił i śpiewał po polsku, przyjaźnił się z polskimi poetami, m.in. Jackiem Kaczmarskim i Antoniną Krzysztoń.
Głośny był jego koncert w listopadzie 1989 na Przeglądzie Czechosłowackiej Kultury Niezależnej we Wrocławiu. Na koncert, mimo przeszkód ze strony czeskich pograniczników, przyjechało ok. 5 tysięcy Czechów i Słowaków, którzy w swoim kraju nie mogli słuchać Kryla legalnie. Cześć osób dotarła wtedy do Polski przez NRD. W Polsce wydano potem płytę Karel Kryl. Śpiewa we Wrocławiu.
W 1995 Antonina Krzysztoń nagrała płytę Czas bez skarg, zawierającą polskie tłumaczenia pieśni Kryla, tłumaczami utworów byli Maryna Miklaszewska i Jan Krzysztof Kelus. Dużą popularnością cieszyła się w Polsce piosenka Kryla pt. Przewielmożny Kat przetłumaczona na język polski przez Michała Tarkowskiego i spopularyzowana przez kabaret Salon Niezależnych, a później wykonywana między innymi przez Rafała Chojnackiego. W zbiorze płyt Jacka Kaczmarskiego Arka Noego na płycie „Archiwum Radia Wolna Europa – dodatki” znajduje się piosenka Kryla – Lásko. Śpiewane epitafium pt. Umarł Karel Kryl poświęcił poecie Andrzej Kołakowski (na kasecie Kontrrewolucja).
Krwawo zdławionemu protestowi robotników Wybrzeża w grudniu 1970 r. Kryl poświęcił utwór Varhany v Olivě pozbyly zvuku (Organy w Oliwie zamarły w pół dźwięku).

## Dyskografia
- Bratříčku, zavírej vrátka (1969)
- Rakovina (1969)
- Maškary (1970)
- Karavana mraků (1979)
- Plaváček (1983)
- Ocelárna (1986)
- Dopisy (1988)
- Tekuté písky (1990)
- Dvě půle lunety (1992)
- Monology (1992)

Pośmiertnie:
- Děkuji (1995)
- Jedůfky (1995)